# Tianjin Open
Tianjin Open je profesionální tenisový turnaj žen, hraný ve východočínském přímo spravovaném městě Tchien-ťinu. Na okruhu WTA Tour se řadí do kategorie WTA International. Založen byl v roce 2014 jakožto čtvrtý čínský turnaj této úrovně po Šen-čenu, Hongkongu a Kantonu.
Turnaj probíhá v Mezinárodním tenisovém centru na otevřených dvorcích s tvrdým povrchem. Kapacita centrálního kurtu je 3 500 diváků. Areál má dvanáct venkovních osvětlených a čtyři halové dvorce. Koná se v závěrečné říjnové fázi sezóny.
Do soutěže dvouhry nastupuje třicet dva tenistek a čtyřhry se účastní šestnáct párů. Rozpočet prvního ročníku činil 250 000 dolarů a ředitelem byl Tony Cho. Od sezóny 2015 došlo k navýšení na půl milionu dolarů.

## Přehled finále

### Dvouhra
| Rok  | Vítězka             | Finalistka        | Výsledek       |
| 2014 | Alison Riskeová     | Belinda Bencicová | 6–3, 6–4       |
| 2015 | Agnieszka Radwańská | Danka Kovinićová  | 6–1, 6–2       |
| 2016 | Pcheng Šuaj         | Alison Riskeová   | 7–6(7–3), 6–2  |
| 2017 | Maria Šarapovová    | Aryna Sabalenková | 7–5, 7–6(10–8) |
| 2018 | Caroline Garciaová  | Karolína Plíšková | 7–6(9–7), 6–3  |
| 2019 | Rebecca Petersonová | Heather Watsonová | 6–4, 6–4       |

### Čtyřhra
| Rok  | Vítězky                                  | Finalistky                             | Výsledek              |
| 2014 | Alla Kudrjavcevová Anastasia Rodionovová | Sorana Cîrsteaová Andreja Klepačová    | 6–7(6–8), 6–2, [10–8] |
| 2015 | Sü I-fan Čeng Saj-saj                    | Darija Juraková Nicole Melicharová     | 6–2, 3–6, [10–8]      |
| 2016 | Christina McHaleová Pcheng Šuaj          | Magda Linetteová Sü I-fan              | 7–6(10–8), 6–0        |
| 2017 | Irina-Camelia Beguová Sara Erraniová     | Dalila Jakupovićová Nina Stojanovićová | 6–4, 6–3              |
| 2018 | Nicole Melicharová Květa Peschkeová      | Monique Adamczaková Jessica Mooreová   | 6–4, 6–2              |